# Högskolan på Gotland
Högskolan på Gotland (HGO) var en svensk statlig högskola, etablerad som självständigt lärosäte 1998. Högskolans byggnader ligger mitt i Visby. Huvudbyggnaden var förr en maltfabrik och finns mellan Visby hamn och Almedalen. Högskolan på Gotlands utbildningsmodell baserades på liberal education-traditionen. I april 2012 lades en hemställan om samgående mellan Högskolan på Gotland och Uppsala universitet fram för regeringen och från och med 1 juli 2013 är Högskolan på Gotland istället Uppsala universitet – Campus Gotland.

## Utbildning
Högskolan på Gotland hade cirka 2 440 helårsstuderande, varav mer än hälften läste distansutbildningar.
De ämnen som högskolan hade utbildningar i var arkeologi, biologi, energiteknik, engelska, etnologi, företagsekonomi, geografi, gestaltning, historia, interkulturell kommunikation, juridik, konstvetenskap, kulturvård, kvalitetsteknik, ledarskap och organisation, matematik, nationalekonomi, osteologi, pedagogik, programvaruteknik, renässansstudier, samhällsgeografi, samt speldesign.
Det fanns två tvååriga program som ledde till högskoleexamen (avancerad webbprogrammering och ledarskap–kvalitet–förbättring), åtta treåriga program som ledde till kandidatexamen (arkeologi med internationell inriktning, byggnadsantikvarie, datorgrafik och animation, ekologi, ekonom, föremålsantikvarie, speldesign och grafik samt speldesign och programmering) och fem ettåriga program på avancerad nivå som ledde till magisterexamen (arkeologi, biologi, international management, konstvetenskap och wind power project management). I samverkan med Uppsala universitet gav Högskolan på Gotland också förskollärarprogrammet.
Högskolan på Gotland var det lärosäte i landet som hade störst andel studenter, ungefär två tredjedelar, som bedrev studier på distans. Ett stort antal kurser låg helt på distans, alltså utan fysiska träffar.

## Forskning
Högskolans forskning var bland annat inriktad på arkeologi och kulturvård, datorspel och vindkraft.

## Gotland Game Conference
Varje år i början på juni håller avdelningen för speldesign (GAME) i datorspelsmässan Gotland Game Conference (GGC), främst med studenter som deltagare men delvis även öppet för allmänheten. 2006–2010 hette mässan Gotland Game Awards.

## Historia
Högskolan etablerades 1998. 2007–2008 utsågs Gotlands kommun till Årets Studentkommun av Sveriges förenade studentkårer.

### Rektorer
- Gunhild Beckman 1998–2003
- Leif Borgert 2003–2008
- Jörgen Tholin 2009–2012
- Erika Sandström 2012–2013

## Gotlands Studentkår Rindi
Gotlands Studentkår Rindi var kåren för Högskolan på Gotland, numera kåren för Campus Gotland. Kårexpeditionen är förlagd i Visbys gamla varmbadhus vid Almedalen. Kåren har ett flertal underordnade ämnesföreningar.